# DreamMix TV World Fighters
DreamMix TV World Fighters (ドリームミックスTV ワールドファイターズ) is een vechtspel. Het computerspel is ontwikkeld in 2003 voor de GameCube en PlayStation 2, en bevat personages van een aantal bekende Japanse bedrijven waaronder Konami, Hudson Soft, en Takara.

## Verhaal
In het spel worden bekende personages uit verschillende tv-series tegen elkaar opgezet om de kijkcijfers van hun respectievelijke zenders te verhogen. Spelers kunnen vechten tegen elkaar of tegen computergestuurde personages.

## Groepen
Tot maximaal vier spelers kunnen het spel tegelijk spelen, en er is keuze uit 17 personages. Deze personages komen uit Castlevania, Metal Gear, Gradius, Bomberman, Adventure Island, Bloody Roar, Transformers, Beyblade, en Micronauts.
Konami:
- Simon Belmont
- TwinBee
- Power Pro-kun (Jikkyō Powerful Pro Yakyū '94 - Super Famicom 1994)
- Solid Snake (Verborgen)
- Moai (Verborgen)

Hudson Soft:
- White Bomberman
- Master Higgins ("Takahashi Meijin" in Japan)
- Yugo the Wolf
- Momotarō (Momotarō Densetsu - Famicom 1987)
- Sengoku Manjimaru (Tengai Makyo II: Manjimaru - PC Engine CD 1992; Verborgen)
- Bimbōgami (Momotarō Dentetsu - Famicom 1988; Verborgen)

Takara:
- Optimus Prime ("Convoy" in Japan)
- Tyson Granger ("Kinomiya Takao" in Japan)
- Microman ("Biotron" in de V.S.)
- Licca-chan
- Megatron (Verborgen)
- Asuka

## Trivia
- DreamMix TV World Fighters is Solid Snakes eerste cross-overvechtspel. Hij deed ook mee in Super Smash Bros. Brawl voor de Nintendo Wii.